# Liste der Baudenkmäler in Zachenberg

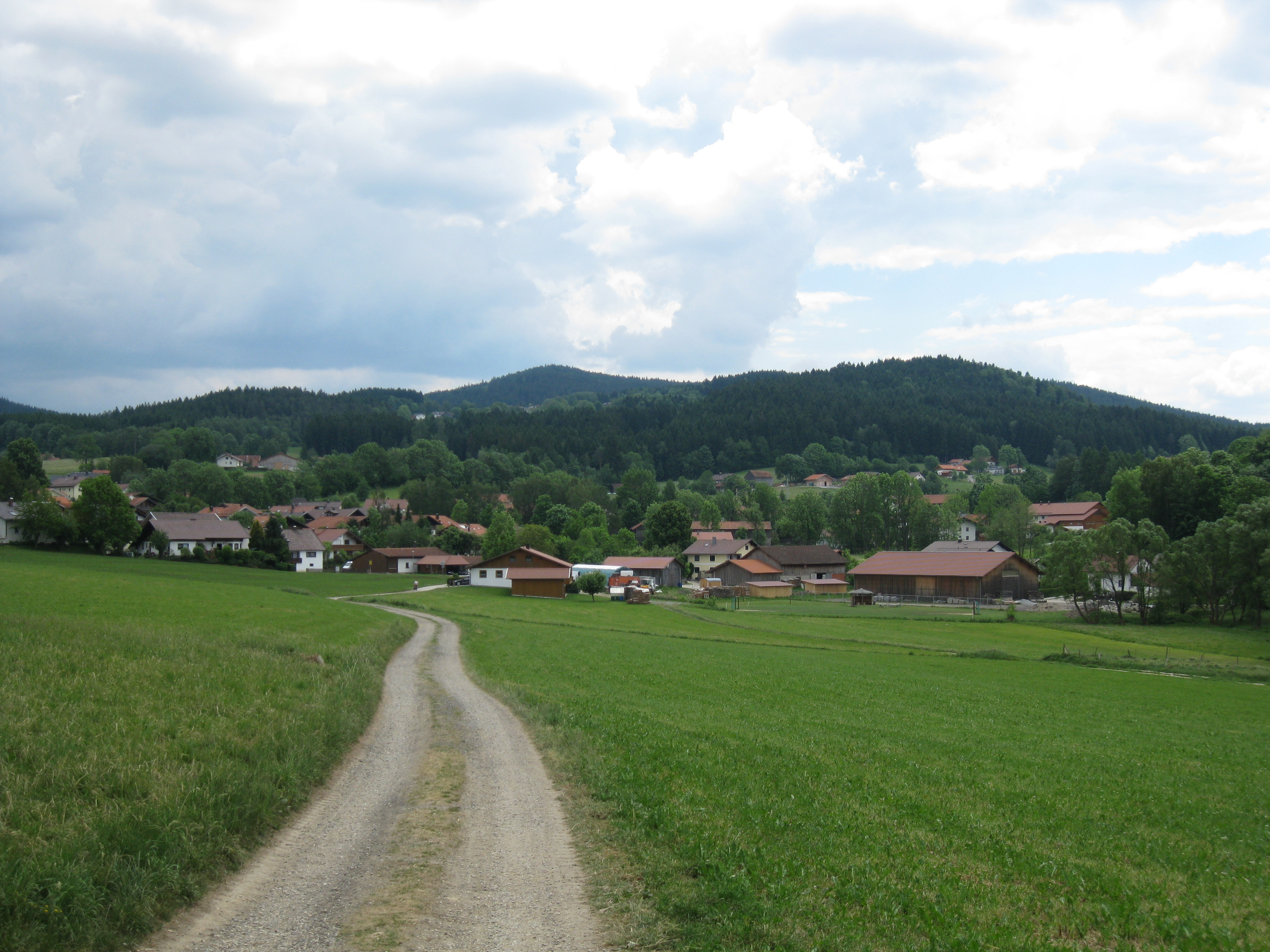
Blick auf Zachenberg

Auf dieser Seite sind die Baudenkmäler in der niederbayerischen Gemeinde Zachenberg zusammengestellt. Diese Tabelle ist eine Teilliste der Liste der Baudenkmäler in Bayern. Grundlage ist die Bayerische Denkmalliste, die auf Basis des Bayerischen Denkmalschutzgesetzes vom 1. Oktober 1973 erstmals erstellt wurde und seither durch das Bayerische Landesamt für Denkmalpflege geführt wird. Die folgenden Angaben ersetzen nicht die rechtsverbindliche Auskunft der Denkmalschutzbehörde.

## Baudenkmäler nach Ortsteilen

### Zachenberg
| Lage                                                                    | Objekt                              | Beschreibung | Akten-Nr.     | Bild |
| ----------------------------------------------------------------------- | ----------------------------------- | --- | ------------- | --- |
| Hauptstraße 26 (Standort)                                               | Wirtschaftsteil eines Bauernhofs    | Langgestreckter zweigeschossiger Flachsatteldachbau mit Traufschrot, Bruchstein- und Ziegelmauerwerk, erste Hälfte 19. Jahrhundert; Stadel, zweigeschossiger Satteldachbau mit Giebelschrot, Holzständerwerk mit Verbretterung, erste Hälfte 19. Jahrhundert. | D-2-76-146-2  | BW |
| Hauptstraße 30 (Standort)                                               | Bauernhaus                          | Zweigeschossiger Flachsatteldachbau, Obergeschoss Blockbau, seitlich verschindelt, erste Hälfte 19. Jahrhundert. | D-2-76-146-3  | BW |
| Kleinrieder Straße 5 (Standort)                                         | Ehemaliges Bauernhaus im Waldlertyp | Eingeschossiger Flachsatteldachbau mit Kniestock und verschaltem Giebelschrot, Blockbau, nach Süden zum Teil ausgemauert, erste Hälfte 18. Jahrhundert. | D-2-76-146-4  | BW |
| Bahnlinie Landshut – Bayerisch Eisenstein (bei Bahn-km 98,2) (Standort) | Eisenbahnbrücke, Zachenbergbrücke   | Bestandteil der 1877 eröffneten „Waldbahn“ von Plattling nach Bayerisch Eisenstein. Parabolfachwerkträgerbrücke mit gekrümmter unterer Gurtung und steinernen Widerlagern.                                                                                    | D-2-76-146-45 | [[Vorlage:Bilderwunsch/code!/C:48.973235,12.994642!/D:Bahnlinie Landshut – Bayerisch Eisenstein (bei Bahn-km 98,2), Eisenbahnbrücke, Zachenbergbrücke!/\|BW]] |

### Auerbach
| Lage                    | Objekt      | Beschreibung | Akten-Nr.    | Bild |
| ----------------------- | ----------- | --- | ------------ | ---- |
| Talstraße 30 (Standort) | Traidkasten | Zweigeschossiger Flachsatteldachbau mit verschaltem Giebelschrot, geständerter Blockbau, erste Hälfte 18. Jahrhundert. | D-2-76-146-7 | BW   |

### Auhof
| Lage                                         | Objekt | Beschreibung | Akten-Nr.     | Bild |
| -------------------------------------------- | ------ | --- | ------------- | ---- |
| Bahnlinie Landshut - Bayerisch Eisenstein () | Tunnel | Straßenunterquerung der Bahnlinie Plattling -Bayerisch Eisenstein, Tonnengewölbe mit beidseitigen Böschungsmauern, Quader- und Polygonalmauerwerk, wohl 1877 | D-2-76-146-50 |      |

### Fratersdorf
| Lage                     | Objekt                      | Beschreibung | Akten-Nr.    | Bild |
| ------------------------ | --------------------------- | --- | ------------ | ---- |
| Fratersdorf 4 (Standort) | Wohnteil eines Bauernhauses | Eineinhalbgeschossiger Flachsatteldachbau mit umlaufendem Schrot, Oberteil Blockbau, erstes Viertel 19. Jahrhundert. | D-2-76-146-9 | BW   |

### Giggenried
| Lage                    | Objekt                          | Beschreibung                                                                                     | Akten-Nr.     | Bild |
| ----------------------- | ------------------------------- | ------------------------------------------------------------------------------------------------ | ------------- | ---- |
| Dorfstraße 9 (Standort) | Traidkasten eines Vierseithofes | Zweigeschossiger Flachsatteldachbau, Obergeschoss Blockbau mit Traufschrot, 18./19. Jahrhundert. | D-2-76-146-10 | BW   |

### Gotteszell
| Lage                                                                                         | Objekt             | Beschreibung | Akten-Nr.     | Bild |
| -------------------------------------------------------------------------------------------- | ------------------ | --- | ------------- | ---- |
| Bahnhofstraße 10; Köckersrieder Straße 15; Bahnhof Gotteszell; Nähe Bahnhofstraße (Standort) | Bahnhof Gotteszell | Bestandteil der 1877 eröffneten „Waldbahn“ von Plattling nach Bayerisch Eisenstein, bei Streckenkilometer 95,6–8, Gebäude aus Polygonalmauerwerk mit Eckquaderungen. Empfangsgebäude, zweigeschossiger Schopfwalmdachbau mit übergiebelten Risaliten und Perronvordach; Stellwerk, zweigeschossiger Walmdachbau mit weit ausladendem Kranzgesims, 1930er Jahre; Nebengebäude, eingeschossiger Walmdachbau; Güterhalle, eingeschossiger Flachsatteldachbau mit segmentbogigen Toröffnungen; ehemaliges Weichenwärterhaus und Wasserturm, dreigeschossiger Satteldachbau über L-förmigem Grundriss. | D-2-76-146-44 | BW   |

### Haberleuthen
| Lage                      | Objekt                         | Beschreibung | Akten-Nr.     | Bild |
| ------------------------- | ------------------------------ | --- | ------------- | ---- |
| Haberleuthen 1 (Standort) | Wohnstallhaus eines Hakenhofes | Zweigeschossiger Flachsatteldachbau mit Giebelschroten, Obergeschoss Blockbau, nach Westen Stall, bezeichnet mit „1883“, im Kern älter; Stadel, Flachsatteldachbau, zweigeschossiges Holzständerwerk, Außenmauern zum Teil Bruchstein- und Ziegelmauerwerk, 18./Anfang 19. Jahrhundert. | D-2-76-146-11 | BW   |

### Hafenried
| Lage                                    | Objekt               | Beschreibung                                                                                           | Akten-Nr.     | Bild |
| --------------------------------------- | -------------------- | --- | ------------- | ---- |
| Hafenried 1, beim Wandel-Hof (Standort) | Bildstock, Pestsäule | Toskanische Säule, ädikulaförmige Laterne mit Bildnische und Inschrift, Granit, bezeichnet mit „1683“. | D-2-76-146-12 | BW   |

### Hasmannsried
| Lage                      | Objekt      | Beschreibung                                                                                             | Akten-Nr.     | Bild |
| ------------------------- | ----------- | --- | ------------- | ---- |
| Hasmannsried 1 (Standort) | Waldlerhaus | Eingeschossiger Flachsatteldachbau mit Giebelschrot, Kniestock-Blockbau, erstes Viertel 19. Jahrhundert. | D-2-76-146-13 | BW   |

### Hinterdietzberg
| Lage                         | Objekt     | Beschreibung                                                                     | Akten-Nr.     | Bild |
| ---------------------------- | ---------- | -------------------------------------------------------------------------------- | ------------- | ---- |
| Obere Gruberäcker (Standort) | Hofkapelle | Kleiner Satteldachbau über rechteckigem Grundriss, erste Hälfte 19. Jahrhundert. | D-2-76-146-14 | BW   |

### Kleinried
| Lage                    | Objekt                          | Beschreibung | Akten-Nr.     | Bild |
| ----------------------- | ------------------------------- | --- | ------------- | ---- |
| Kleinried 4 (Standort)  | Traidkasten eines Dreiseithofes | Flachsatteldachbau mit Giebelschrot, geständerter Blockbau, erstes Viertel 19. Jahrhundert.                                                         | D-2-76-146-17 | BW   |
| Kleinried 6 (Standort)  | Waldlerhaus                     | Zweigeschossiger Flachsatteldachbau mit Giebel- und Traufseitschrot, geschnitzte Schrotstange, Blockbau, zum Teil massiv, 18. Jahrhundert.          | D-2-76-146-18 | BW   |
| Kleinried 23 (Standort) | Ehemaliges Bauernhaus           | Zweigeschossiger Flachsatteldachbau mit teilverschaltem Giebelschrot, verschindelter Blockbau, zum Teil massiv, nach Osten Stadel, 19. Jahrhundert. | D-2-76-146-19 | BW   |
| Kleinried 30 (Standort) | Kleinbauernhaus                 | Zweigeschossig mit Obergeschoss-Blockbau, Mitte 19. Jahrhundert.                                                                                    | D-2-76-146-21 | BW   |

### Klessing
| Lage                  | Objekt                    | Beschreibung | Akten-Nr.     | Bild |
| --------------------- | ------------------------- | --- | ------------- | ---- |
| Klessing 3 (Standort) | Ehemaliges Bahnwärterhaus | Bestandteil der 1877 eröffneten „Waldbahn“ von Plattling nach Bayerisch Eisenstein, bei Streckenkilometer 101,0. Eingeschossiger Satteldachbau mit Kniestock, Polygonalmauerwerk mit Eckquaderungen. | D-2-76-146-46 | BW   |

### Köckersried
| Lage                     | Objekt      | Beschreibung                                                                                         | Akten-Nr.     | Bild |
| ------------------------ | ----------- | --- | ------------- | ---- |
| Köckersried 6 (Standort) | Ortskapelle | Satteldachbau, rundbogig geschlossen, mit Dachreiter, erste Hälfte 19. Jahrhundert; mit Ausstattung. | D-2-76-146-22 | BW   |

### Leuthen
| Lage                 | Objekt     | Beschreibung | Akten-Nr.     | Bild |
| -------------------- | ---------- | --- | ------------- | ---- |
| Rabenholz (Standort) | Wegkapelle | Steildachbau über rechteckigem Grundriss, Portal bezeichnet mit „1839“; mit Ausstattung; Gedenkkreuz, Gusseisenkruzifix auf Granitsockel, mit Inschrift, wohl zweite Hälfte 19. Jahrhundert. | D-2-76-146-26 | BW   |

### Muschenried
| Lage                      | Objekt                                     | Beschreibung | Akten-Nr.     | Bild |
| ------------------------- | ------------------------------------------ | --- | ------------- | ---- |
| Muschenried 13 (Standort) | Traidkasten eines ehemaligen Vierseithofes | Zweigeschossiger Flachsatteldachbau mit verschaltem Giebelschrot, geständerter Blockbau, erste Hälfte 19. Jahrhundert. | D-2-76-146-28 | BW   |
| Muschenried 14 (Standort) | Wohnstallhaus eines Dreiseithofes          | Zweigeschossiger Flachsatteldachbau mit Putzbandgliederungen, nach Westen Stallteil, erstes Viertel 19. Jahrhundert.   | D-2-76-146-29 | BW   |

### Ochsenberg
| Lage                     | Objekt    | Beschreibung | Akten-Nr.     | Bild |
| ------------------------ | --------- | --- | ------------- | ---- |
| Ochsenberg 26 (Standort) | Einzelhof | Waldlerhaus, eineinhalbgeschossiger Flachsatteldachbau mit Giebelschrot, Obergeschoss Blockbau, nach Süden Stadel, erste Hälfte 19. Jahrhundert. | D-2-76-146-31 | BW   |

### Pointmannsgrub
| Lage                        | Objekt      | Beschreibung | Akten-Nr.     | Bild |
| --------------------------- | ----------- | --- | ------------- | ---- |
| Pointmannsgrub 1 (Standort) | Keller      | Tonnengewölbe über rechteckigem Grundriss, Bruchstein, 19. Jahrhundert. Nicht nachqualifiziert, im Bayerischen Denkmal-Atlas nicht kartiert. | D-2-76-146-49 | BW   |
| Pointmannsgrub 3 (Standort) | Waldlerhaus | Wohnstallhaus, eingeschossiger Flachsatteldachbau mit Giebelschrot, Kniestock Blockbau, 1770 (dendrochronologisch datiert), nach Osten Stallteil, 1856 (dendrochronologisch datiert); Traidkasten, zweigeschossiger Flachsatteldachbau mit Giebelschrot, geständerter Blockbau, bezeichnet mit „1838“; Keller, Tonnengewölbe über rechteckigem Grundriss, Bruchstein, 19. Jahrhundert. | D-2-76-146-32 | BW   |

### Vorderdietzberg
| Lage                                      | Objekt                      | Beschreibung | Akten-Nr.     | Bild |
| ----------------------------------------- | --------------------------- | --- | ------------- | ---- |
| Kühholz (Standort)                        | Kapelle vierzehn Nothelfer  | Offener Steildachbau mit eingezogenem Kastenchor, Holzständerwerk mit Verschindelung, 19. Jahrhundert; Totenbretter, an hölzernem Tragegerüst, 19./20. Jahrhundert; Gedenkkreuz, schlanke Granitstele mit Basis und Kapitell, darauf Gusseisenkreuz, bezeichnet mit „1886“. | D-2-76-146-38 | BW   |
| Vorderdietzberg 7 (Standort)              | Wohnstallhaus, jetzt Museum | Zweigeschossiger Flachsatteldachbau, Obergeschoss Blockbau, nach Westen ehemaliger Stallteil, Türgerüst bezeichnet mit „1853“, im Kern älter, Stallteil modern ausgebaut; ehemaliger Stall, eingeschossiger Flachsatteldachbau, Bruchstein, 18./19. Jahrhundert.            | D-2-76-146-36 | BW   |
| Nähe Vorderdietzberg; Oberfeld (Standort) | Bildstock, Pestsäule        | Pestsäule, schlanker Säulenschaft, darüber Laterne mit Bildnische, Granit, 17./18. Jahrhundert. | D-2-76-146-39 | BW   |

### Weichselsried
| Lage               | Objekt      | Beschreibung                                                                     | Akten-Nr.     | Bild |
| ------------------ | ----------- | -------------------------------------------------------------------------------- | ------------- | ---- |
| Feld (Standort)    | Kapelle     | Satteldachbau, halbrund geschlossen, erste Hälfte 19. Jahrhundert.               | D-2-76-146-40 | BW   |
| Wegfeld (Standort) | Waldkapelle | Satteldachbau, Holzständerwerk mit Verbretterung, im Kern Mitte 19. Jahrhundert. | D-2-76-146-41 | BW   |

### Zierbach
| Lage                   | Objekt                    | Beschreibung | Akten-Nr.     | Bild |
| ---------------------- | ------------------------- | --- | ------------- | ---- |
| Zierbach 46 (Standort) | Ehemaliges Bahnwärterhaus | Bestandteil der 1877 eröffneten „Waldbahn“ zwischen Plattling und Bayerisch Eisenstein, bei Streckenkilometer 101,8.E Eingeschossiger Satteldachbau mit Kniestock, nach Norden Stall, Zyklopenmauerwerk mit Eckquaderungen. | D-2-76-146-47 | BW   |

## Ehemalige Baudenkmäler
In diesem Abschnitt sind Objekte aufgeführt, die früher einmal in der Denkmalliste eingetragen waren, jetzt aber nicht mehr. Objekte, die in anderem Zusammenhang also z. B. als Teil eines Baudenkmals weiter eingetragen sind, sollen hier nicht aufgeführt werden. Aktennummern in diesem Abschnitt sind ehemalige, jetzt nicht mehr gültige Aktennummern.

| Lage                                    | Objekt                               | Beschreibung | Akten-Nr.     | Bild           |
| --------------------------------------- | ------------------------------------ | --- | ------------- | -------------- |
| Zachenberg Am Geißberg 4 (Standort)     | Einfirsthof                          | Obergeschoss verschindelter Blockbau mit verschaltem Giebeldreieck, zweites Viertel 19. Jahrhundert; südlich des Ortes.          | D-2-76-146-5  | BW             |
| Zachenberg Kapellenweg 1 (Standort)     | Kapelle                              | Mit Dachreiter, Anfang 19. Jahrhundert; mit Ausstattung.                                                                         | D-2-76-146-1  | weitere Bilder |
| Auerbach Talstraße 27 (Standort)        | Doppelkasten mit zwei Schroten       | Zugehöriger stattlicher, obergeschossiger Doppelkasten mit zwei Schroten, zweites Viertel 19. Jahrhundert.                       | D-2-76-146-6  | BW             |
| Auhof 1 (Standort)                      | Bauernhaus                           | Wohnteil, verputzter, zum Teil offener Blockbau mit Traufschrot, erste Hälfte 19. Jahrhundert.                                   | D-2-76-146-8  | BW             |
| Kleinried 24 (Standort)                 | Einfirsthof                          | Eineinhalbgeschossiger Flachsatteldachbau, Bruchstein, nach Süden Anbau aus Blockbau, nach Westen Stadel, Mitte 19. Jahrhundert. | D-2-76-146-20 | BW             |
| Lämmersdorf 15 (Standort)               | Zugehöriger Traidkasten              | Erste Hälfte 19. Jahrhundert. | D-2-76-146-23 | BW             |
| Lämmersdorf 18 (Standort)               | Zugehöriger kleiner Traidkasten      | Erste Hälfte 19. Jahrhundert. | D-2-76-146-24 | BW             |
| Leuthen 5 (Standort)                    | Zugehöriger geständerter Traidkasten | Erste Hälfte 19. Jahrhundert. | D-2-76-146-25 | BW             |
| Im Wald nördlich von Lobertsried ()     | Waldkapelle mit Holzgiebel           | Mit Holzgiebel, spätes 19. Jahrhundert.                                                                                          | D-2-76-146-27 |                |
| Muschenried 10 (Standort)               | Kapelle                              | 19./20. Jahrhundert. | D-2-76-146-30 | BW             |
| Reisachmühle 1 (Standort)               | Kapelle                              | Spätes 19. Jahrhundert; bei der Mühle.                                                                                           | D-2-76-146-33 | BW             |
| Triefenried An der Straße nach March () | Totenbretter-Gruppe                  | 19./20. Jahrhundert. | D-2-76-146-35 |                |
| Wolfsberg Haus Nummer 48 ()             | Zugehöriges Ausnahmshäusl            | Zweigeschossiger, verschindelter Blockbau, Mitte 19. Jahrhundert.                                                                | D-2-76-146-42 |                |
| Zierbach 30 (Standort)                  | Wohnstallhaus eines Dreiseithofes    | Mit Blockbau-Obergeschoss und Brettbaluster-Schrot, erstes Drittel 19. Jahrhundert.                                              | D-2-76-146-43 | BW             |